# 16111 Donstrittmatter
16111 Donstrittmatter è un asteroide della fascia principale. Scoperto nel 1999, presenta un'orbita caratterizzata da un semiasse maggiore pari a 2,4463557 au e da un'eccentricità di 0,1681214, inclinata di 3,88978° rispetto all'eclittica.